# Zwergbeutelratten
Die Zwergbeutelratten (Marmosa) sind eine Gattung aus der Familie der Beutelratten (Didelphidae). Sie sind in Amerika beheimatet, ihr Verbreitungsgebiet reicht vom nördlichen Mexiko bis ins mittlere Südamerika.

## Beschreibung
Zwergbeutelratten ähneln schlanken, großohrigen Mäusen, mit denen sie aber nicht verwandt sind. Ihr Fell ist an der Oberseite rötlichbraun oder dunkelbraun gefärbt, die Unterseite ist heller, oft weißlich oder gelb. Ihr Fell ist kurz und weich. Typisch sind die großen Augen und die unbehaarten Ohren. Diese Tiere erreichen eine Kopfrumpflänge von 9 bis 24 Zentimetern, eine Schwanzlänge von 12 bis 29 Zentimetern und ein Gewicht von 15 bis 185 Gramm.

## Lebensweise
Zwergbeutelratten sind Waldbewohner, die sich meist in der Nähe von Gewässern finden. Manchmal leben sie auch auf Plantagen. Es sind nachtaktive Einzelgänger, die meistens in den Bäumen leben, manchmal aber auch auf den Boden kommen. Tagsüber schlafen sie in Nestern aus Blättern und Zweigen oder verwenden leere Vogelnester. Sie sind Allesfresser, die in erster Linie Insekten und Früchte zu sich nehmen. Manchmal verzehren sie auch kleine Wirbeltiere und Vogeleier.

## Fortpflanzung
Zwergbeutelratten gehören zu den beutellosen Beuteltieren. Das Weibchen hat je nach Art 9 bis 19 Zitzen, in den ersten Lebensmonaten schleppt sie die Jungtiere an ihrem Körper hängend mit sich herum. Die Tragzeit beträgt rund 14 Tage, die Wurfgröße sieben bis neun, manchmal bis zu 13. Nach 60 bis 70 Tagen werden die Jungtiere entwöhnt, nach rund acht Monaten geschlechtsreif. Ihre Lebenserwartung beträgt in freier Natur selten über ein Jahr, in menschlicher Obhut bis zu drei Jahre.

## Bedrohung
Zwergbeutelratten werden vom Menschen nicht direkt verfolgt, leiden aber am Verlust des Lebensraumes durch Waldrodungen. Die Weltnaturschutzunion IUCN listete sie 1996 als vom Aussterben bedroht (Critically Endangered). Seit der Bewertung 2008 werden die vorhandenen Daten für eine Beurteilung als nicht ausreichend angesehen (Data Deficient).

## Systematik
Bis 1989 wurden auch die Arten, welche heute in den eigenen Gattungen Schlankbeutelratten (Marmosops), Gracilinanus, Cryptonanus, Wollige Zwergbeutelratten (Micoreus), Fettschwanzbeutelratten (Thylamys) und Graue Zwergbeutelratte (Tlacuatzin) geführt werden, noch in der Gattung der Zwergbeutelratten eingeordnet.
Heute werden mehr als 25 Arten unterschieden. Sie werden nach neuesten Erkenntnissen in fünf Untergattungen eingeteilt.
- Untergattung Eomarmosa
  - Rote Zwergbeutelratte (Marmosa rubra) – verbreitet in Ecuador und Peru

- Untergattung Euxulomarmosa
  - Panama-Zwergbeutelratte (Marmosa isthmica), Synonym: Marmosa regina – verbreitet an der nordwestlichen Küste Südamerikas und in Panama
  - Mexikanische Zwergbeutelratte oder Schwarzring-Zwergbeutelratte (Marmosa mexicana) – mit 3 Unterarten von Mexiko bis Panama verbreitet
  - Robinsons Zwergbeutelratte (Marmosa robinsoni) – im nördlichen Südamerika, Panama und auf einigen Inseln verbreitet
  - Simons Zwergbeutelratte (Marmosa simonsi) – verbreitet im westlichen Ecuador und im nordwestlichen Peru
  - Trockenland-Zwergbeutelratte (Marmosa xerophila) – verbreitet im nordöstlichen Kolumbien und nordwestlichen Venezuela
  - Zeledons Zwergbeutelratte (Marmosa zeledoni) – verbreitet im südlichen  Mittelamerika und im westlichen Kolumbien

- Untergattung Marmosa
  - Großfuß-Zwergbeutelratte (Marmosa macrotarsus) – verbreitet im Amazonas-Gebiet
  - Maus-Zwergbeutelratte (Marmosa murina) – verbreitet in weiten Teilen Südamerikas
  - Tepui-Zwergbeutelratte (Marmosa tyleriana) – verbreitet im südlichen Venezuela
  - Waterhouse-Zwergbeutelratte (Marmosa waterhousei) – verbreitet im nordwestlichen Südamerika

- Untergattung Micoureus
  - Adler-Zwergbeutelratte (Marmosa adleri) – verbreitet in Panama[3]
  - Alstons Wollige Zwergbeutelratte (Marmosa alstoni) – verbreitet im Hochland von Costa Rica
  - Marmosa budini – kommt im Tiefland von Bolivien und angrenzenden Gebieten vor
  - Weißbäuchige Wollige Zwergbeutelratte (Marmosa constantiae)
  - Nordöstliche Zwergbeutelratte (Marmosa demerarae) – ist im Amazonasbecken, Venezuela  und den drei Guyanas weit verbreitet
  - Nordwestliche Zwergbeutelratte (Marmosa germana) – kommt im nordwestlichen Amazonasbecken vor
  - Jansa-Zwergbeutelratte (Marmosa jansae) – ist im nordwestlichen Amazonasbecken verbreitet
  - Marmosa meridae – lebt im nördlichen Kolumbien und Venezuela in innerandinen Tälern und im anschließenden Tiefland[4]
  - Nicaragua-Zwergbeutelratte (Marmosa nicaraguae) – verbreitet im Tiefland von Nicaragua[3]
  - Tates Wollige Zwergbeutelratte (Marmosa paraguayana)
  - Parda-Zwergbeutelratte (Marmosa parda) – kommt im oberen Einzugsbereich des Río Huallaga in Peru vor
  - Anthony-Zwergbeutelratte (Marmosa perplexa) – im südwestlichen Ecuador und im nordwestlichen Peru vor
  - Kleine Wollige Zwergbeutelratte (Marmosa phaea) – kommt im südwestlichen Kolumbien und im westlichen Ecuador vor
  - Bolivien-Zwergbeutelratte (Marmosa rapposa) – lebt in den Nebelwäldern der östlichen Anden[4]
  - Nacktschwänzige Wollige Zwergbeutelratte (Marmosa rutteri) – ist im westlichen Amazonasbecken weit verbreitet[4]

- Untergattung Stegomarmosa
  - Andersons Zwergbeutelratte (Marmosa andersoni) – verbreitet auf nur einem einzigen Berg im südlichen Peru
  - Fuchsrote Zwergbeutelratte (Marmosa lepida) – verbreitet im westlichen Südamerika von Suriname bis nach Bolivien
  - Marmosa chachapoya – ist nur durch ein einziges Exemplar bekannt, das in der peruanischen Region San Martín gesammelt wurde.[5]

Die innere Systematik ist unübersichtlich und befindet sich in einer ständigen Revision. Unsichere Arten sind Marmosa regina (Thomas, 1898) aus dem Tal des Río Magdalena in Kolumbien und Marmosa germana (Thomas, 1904) (Terra typica im östlichen Ecuador), die mit Marmosa regina synonymisiert wurde bzw. als dessen Unterart gilt aber dessen Holotyp mehr dem von M. demerarae ähnelt.